# Dießener Tal und Seitentäler
Das Gebiet Dießener Tal und Seitentäler wurde per Verordnung am 21. Dezember 1998 als Naturschutzgebiet ausgewiesen und hat eine Fläche von insgesamt 500,97 Hektar. Der flächenmäßig größte, nördliche Anteil (483,19 ha) wird unter der Schutzgebietsnummer 2.218 beim Regierungspräsidium Karlsruhe geführt. Der südliche Teil mit 17,78 ha wird unter der Schutzgebietsnummer 3.249 beim Regierungspräsidium Freiburg geführt. Das gleichnamige Landschaftsschutzgebiet weist eine Gesamtfläche von 824,5 Hektar auf und ist ebenfalls zweigeteilt. Der nördliche Teil mit 755,6 ha trägt die Nummer 2.37.052, der südliche Teil mit 68,9 ha trägt die Nummer 3.25.041.

## Lage
Das Schutzgebiet befindet sich im Naturraum Obere Gäue. Es liegt westlich der Stadt Horb am Neckar im Dießener Tal, einem Seitental des Neckars. Es ist Teil des FFH-Gebiets Nr. 7517-341 Horber Neckarhänge.

## Schutzzweck

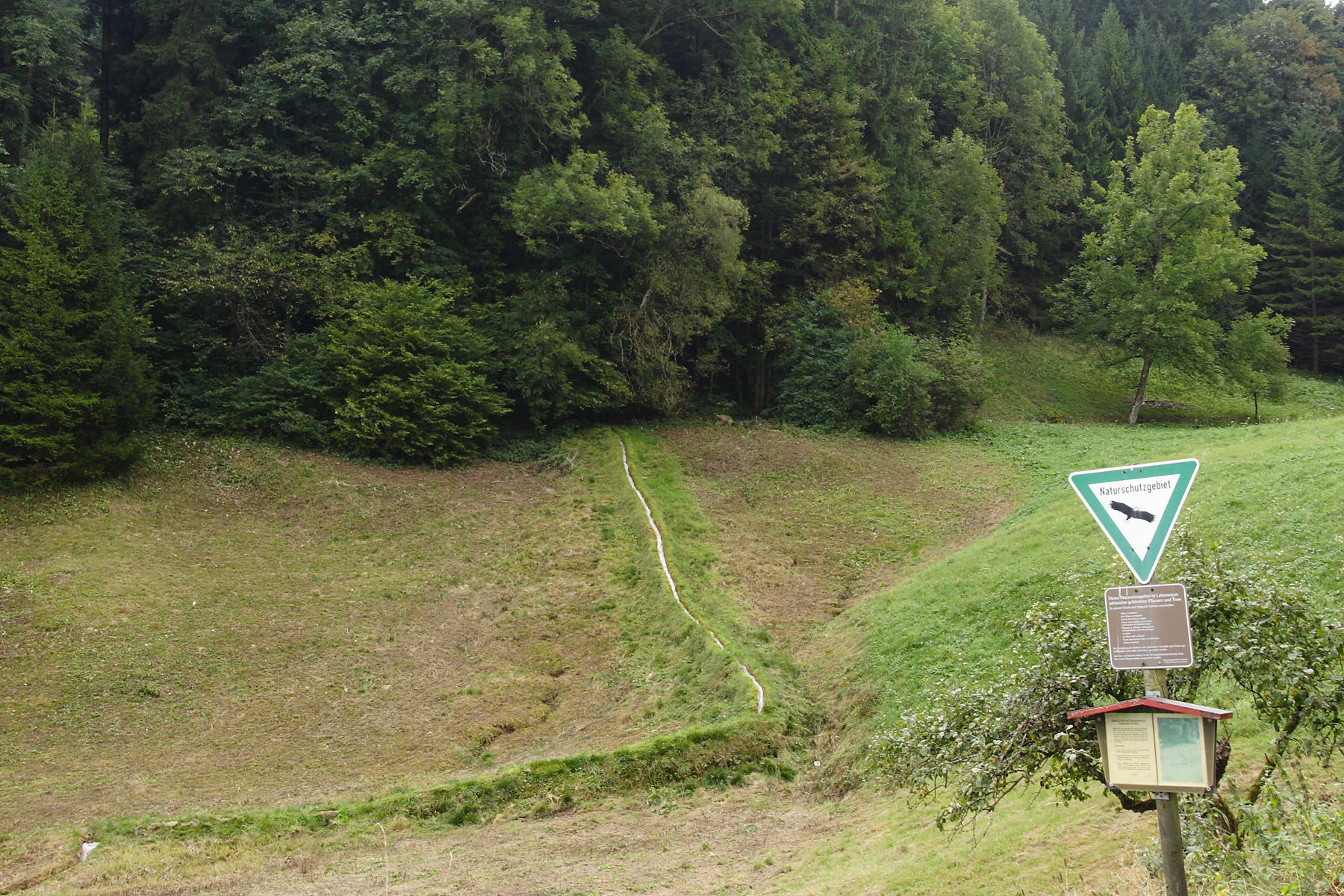
Kalktuffrinne im Dießener Tal

Laut Verordnung ist der Schutzzweck (Auszug):
- die Erhaltung der zahlreichen Karstquellen und der aus ihnen entstandenen Tuffrinnen als geologische und erdgeschichtliche Anschauungs- und Forschungsobjekte und Beispiel für ein auf Veränderungen im Wasserhaushalt empfindlich reagierendes Ökosystem.
- die Erhaltung, Förderung und Entwicklung der verschiedenen Wiesen- und Weidegesellschaften, die von naturnahen artenreichen Halbtrockenrasen bis zu Kohldistel-Glatthafer-Wiesen und bachbegleitenden Hochstaudenfluren reichen und Nahrungs-, Lebens- und Rückzugsräume einer außergewöhnlich reichhaltigen Insekten-, Kleinsäuger- und Avifauna sind;
- die Erhaltung und Förderung einer vielfältig ausgeprägten Staudensaumflora entlang von Feldhecken, Waldrändern, Wegen und Fließgewässern als ökologisch wichtiger Übergangs- und Pufferbereich unterschiedlicher Vegetationsstrukturen und Lebensräume;
- die Erhaltung der Hecken und Feldgehölze in beispielhafter Ausprägung und Vielfalt sowie der Lesesteinriegel als Bestandteile der historischen Kulturlandschaft auf Muschelkalk und Lebensräume zahlreicher Pflanzen und Tiere;
- die Erhaltung, Förderung und Entwicklung des naturnahen Verlaufes des Dießenbaches mit seinen Mäandern, dem bachbegleitenden Gehölzbewuchs und den von der Bachaue geprägten feuchten bis nassen Wiesentypen;

## Besonderheiten
Im Dachstuhl der Kirche in Dießen lebt eine Kolonie des Großen Mausohrs mit etwa 500 Individuen. Laut Würdigung konnte diese Kolonie nur entstehen und sich halten durch die naturnahe Ausstattung des Gebiets Dießener Tal und Seitentäler mit seinem Insektenreichtum, denn Fledermäuse sind ausschließlich Insektenfresser.
Eine weitere Besonderheit des Gebiets ist das Vorkommen von Kalktuffrinnen, die dort entstanden sind, wo die kalkbeladenen Sickerwässer des Muschelkalks durch wasserundurchlässige Schichten zum Austritt gezwungen wurden. 